# Javier Álvarez (atleta)
Javier Álvarez Salgado (Pontevedra, 18 dicembre 1943) è un ex mezzofondista spagnolo.
Ha partecipato ai Giochi di Città del Messico 1968 e di Monaco di Baviera 1972, gareggiando in vari eventi di mezzofondo.
Ai Campionati europei ha vinto 1 argento ed 1 bronzo nel 1969 e nel 1970.
Ai Giochi del Mediterraneo ha vinto 3 ori nel 1967 e nel 1971.